# 米勒斯鎮區 (北卡羅萊納州亞歷山大縣)
米勒斯鎮區（英語：Millers Township）是位於美國北卡羅萊納州亞歷山大縣的一個鎮區。

## 地方資料
米勒斯鎮區的面積為65.19平方千米，當中陸地面積為64.77平方千米，而水域面積為0.42平方千米。根據2020年美國人口普查的數據，當地共有人口2137人，而人口密度為每平方千米32.78人。